# والتر میشل
والتر میشل (زاده 	۲۲ فوریهٔ ۱۹۳۰، فوت 2018 نیویورک )، روانشناس و نظریه‌پرداز آمریکایی و به طور خاص متخصص روان‌شناسی شخصیت و روان‌شناسی اجتماعی است. او متولد ۲۲ فوریهٔ ۱۹۳۰ در شهر وین اتریش است. پس از اشغال این شهر توسط نازی‌ها در سال ۱۹۳۸ او به همراه خانواده خود به آمریکا مهاجرت می کنند.
والتر میشل ، دومین پسر والدین طبقه متوسط بالا بود. او و برادرش تئودور، که بعد ها فیلسوف علم شد، تا قبل از شروع جنگ جهانی درسال1938 در محیط خوشایندی نزدیک خانه‌ی فروید بزرگ شدند و بعد از آن به ایالات متحده مهاجرت کردند.
میشل بعد از اتمام دبیرستان توانست به دانشگاه نیویورک برود. او در این دانشگاه عمیقاً به هنر نقاشی و مجسمه‌سازی علاقه‌مند شد و وقت خود را بین هنر ، روان شناسی ، و زندگی در دهکده ی گرینویچ تقسیم کرد.
او بعد از فارغ التحصیلی، برنامه‌ی کارشناسی ارشد را در روان شناسی بالینی، در سیتی کالج نیویورک آغاز کرد.
مطالعات دوره‌ی دکترای میشل در دانشگاه ایالتی اوهایو بین سال‌های ۱۹۵۳ تا ۱۹۵۶، رشد او را به عنوان روان‌شناس شناختی-اجتماعی، بیشتر تقویت کرد.
زمانی که میشل در هاروارد بود با هریت نرلاو، که دانشجوی روانشناسی شناختی بود، ازدواج کرد. میشل و همسرش قبل از اینکه طلاق بگیرند سه فرزند داشتند و چند پروژه‌ی علمی را انجام دادند.
میشل در کالج از درس های زمینه‌ی روان شناسی موش‌محور بیزار شد که به نظر او از زندگی روزمره‌ی انسان‌ها خیلی فاصله داشت. تمایل انسان‌گرای او با خواندن آثار فروید، متفکران وجودی و شعرای بزرگ تحکیم شد. او بعد از فارغ التحصیلی، برنامه‌ی کارشناسی ارشد را در روان شناسی بالینی، در سیتی کالج نیویورک آغاز کرد. در حالی که او مشغول تحصیل بود، به عنوان مددکار اجتماعی برای محله های فقیرنشین لوور ایست ساید استخدام شد. این کار باعث شد او درمورد سودمندی نظریه‌ی روان‌کاوی تردید کند و از لزوم به کار گیری شواهد تجربی برای ارزیابی کلیه‌ی ادعاهای روان‌شناسی آگاه شود.
مطالعات دوره‌ی دکترای میشل در دانشگاه ایالتی اوهایو بین سال‌های ۱۹۵۳ تا ۱۹۵۶، رشد او را به عنوان روان‌شناس شناختی-اجتماعی، بیشتر تقویت کرد. در آن زمان، گروه روانشناسی دانشگاه اوهایو به صورت غیررسمی به دو عضو هیأت علمی بسیار بانفوذ آن، یعنی جولین راتر و جورج کلی تقسیم شده بود. بر خلاف اغلب دانشجویان که از یکی دو موضع قویاً حمایت می کردند، میشل، هم راتر و هم کِلی را تحسین کرد و از هر کدام درس‌هایی آموخت. در نتیجه، نظریه‌ی شناختی-اجتماعی میشل، تأثیر نظریه‌ی یادگیری اجتماعی راتر و نظریه‌ی شناختی سازه های شخصی کِلی را نشان می‌دهد. راتر اهمیت طرح پژوهشی برای بهبود بخشیدن به روش‌های سنجش و ارزیابی اثربخشی درمان‌ها را به میشل آموخت؛ کِلی به او یاد داد که آزمودنی‌های شرکت‌کننده در آزمایش‌های روان‌شناسی، مانند روانشناسانی که آنان را بررسی می‌کنند هستند، زیرا هر دو انسان‌های متفکر و با احساس هستند.
میشل از سال ۱۹۵۶ تا ۱۹۵۸ بیشتر وقت خود را در جزیره ی کارائیب سپری کرد و در آنجا به بررسی فرقه‌های مذهبی که مراسم تسخیر روح را اجرا می‌کردند، پرداخت و درباره‌ی به تأخیر انداختن ارضا در موقعیت‌های بین فرهنگی تحقیق کرد. او می‌خواست در این باره بیشتر بیاموزد که چرا افراد، آینده و پاداش های باارزش را به پاداش‌های فوری ولی کم ارزش ترجیح می‌دهند. بیشتر تحقیقات بعدی او راجع به این موضوع بود.
میشل بعداً‍ً به مدت ۲ سال در دانشگاه کلرادو تدریس کرد. او سپس به دپارتمان روابط اجتماعی دانشگاه هاروارد پیوست و در آنجا بحث های او با گوردن آلپورت، هنری موری، دیوید مک کللند، و دیگران علاقه‌ی وی را به نظریه و ارزیابی شخصیت بیشتر کرد. میشل در سال ۱۹۶۲ به دانشگاه استنفورد منتقل شد و همکاری با آلبرت بندورا را آغاز نمود. او بعد از ۲۰ سال همکاری با دانشگاه استنفورد، به نیویورک برگشت. به اعضای هیأت علمی دانشگاه کلمبیا پیوست و به عنوان پژوهشگر فعال در آنجا ماند و به تقویت نظریه ی شناختی-اجتماعی خود ادامه داد.
زمانی که میشل در هاروارد بود با هریت نرلاو، که دانشجوی روانشناسی شناختی بود، ازدواج کرد. میشل و همسرش قبل از اینکه طلاق بگیرند سه فرزند داشتند و چند پروژه‌ی علمی را انجام دادند. مهمترین اثر اولیه ی میشل به نام شخصیت و ارزیابی(۱۹۶۸) پیامد تلاش های او برای شناسایی داوطلبان موفق سپاه صلح بود. تجربیات او در مقام مشاور سپاه صلح به او آموخت که تحت شرایط مناسب که انسان ها حداقل به اندازه آزمون های استاندارد شده، می توانند رفتار خودشان را پیش بینی کنند. میشل در کتاب شخصیت و ارزیابی اعلام کرد که صفات، پیش بینی های ضعیف عملکرد در موقعیت های گوناگون هستند موقعیت در تاثیرگذاری بر رفتار از صفات مهم‌تر است. این کتاب چندتن از روانشناسان بالینی را ناراحت کرد، زیرا آن‌ها معتقد بودند که ناتوانی آمادگی های شخصی در پیش بینی رفتار در موقعیت های مختلف، به علت عدم پایایی و بی دقت بودن ابزارهایی است که صفات را ارزیابی می کنند. برخی مردم باور داشتند میشل سعی دارد مفهوم صفات شخصیت پایدار را باطل اعلام کند و حتی وجود شخصیت را انکار نماید. میشل بعداً به منتقدان خود جواب داد و اعلام نمود که او با صفات مخالف نیست، بلکه با صفات کلی که فردیت و بی نظیر بودن هر فرد را نفی می‌کنند، مخالف است.
بیشتر پژوهش های میشل با همکاری شماری از دانشجویان کارشناسی ارشد او انجام شدند. در سال‌های اخیر، تعدادی از کتاب های او با همکاری یونیچی شودا نوشته شده اند که در سال ۱۹۹۰ دکترای خود را از دانشگاه کلمبیا دریافت کرد و اکنون در دانشگاه واشنگتن است. محبوب‌ترین کتاب میشل به نام درآمدی بر شخصیت در سال ۱۹۷۱ منتشر شد و در سال ۲۰۰۴ همراه با یونیچی شودا و رونالد اسمیت به عنوان شریکان در تألیف، به ویراست هفتم رسید. میشل به دریافت چند جایزه مفتخر شده است که جایزه‌ی دانشمند برجسته از بخش بالینی انجمن روانشناسی آمریکا در سال ۱۹۷۸ و جایزه‌ی خدمات برجسته‌ی علمی این انجمن در سال ۱۹۸۲، از آن جمله هستند.
.

## لینک به خارج
- Columbia University Department of Psychology: Walter Mischel
- Don’t! The secret of self-control, by Jonah Lehrer نیویورکر May 18, 2009